# گوگل اینباکس
Inbox by Gmail عنوان یک اپلیکیشن برای مدیریت و بررسی حساب جیمیل می‌باشد که توسط شرکت گوگل و همان تیم توسعه دهنده جیمیل ساخته و منتشر شده است. در یک نگاه کلی می‌توان گفت که این برنامه یکی از بهترین راه حل‌های موجود برای مرتب سازی جیمیل‌های دریافتی است تا به سرعت و بدون هیچ گونه دردسری به آن‌ها دسترسی داشته باشید و نیاز هایتان را برطرف نمایید.
گوگل اینباکس اپلیکیشن ایمیل ساخته شده توسط گوگل می‌باشد که برای اندروید، آی‌اواس و مرورگر گوگل کروم به همراه دیگر پلتفرم‌های تحت وب عرضه شد.
خارج شدن از یک حساب و ورود به حساب دیگر برای خواندن ایمیل‌ها و احیانا پاسخ گویی به آن‌ها برای کسانی که همزمان از چند ایمیل کاری و شخصی استفاده می‌کنند، کار سخت و زمانگیری می‌باشد.
به همین علت سرویس اینباکس توسط جی میل گوگل آپدیت شده و شما با دانلود جی میل by اینباکس قادر خواهید بود تمامی ایمیل‌های وارده به همه حساب‌های کاربری جیمیلتان را به صورت یکجا مشاهده نمایید.
با دانلود جی میل by اینباکس علاوه بر قابلیت خواندن تمامی پیام‌ها به صورت یکجا ویژگی‌های کاربردی دیگری نیز بدست خواهید آورد.
از جمله این ویژگی‌ها می‌توان به قابلیت‌های نمایش مهمترین بخش‌های پیام بدون نیاز به باز کردن آن، دسته بندی پیام‌های مشابه با یکدیگر، اضافه کردن یادآور‌های مختلف، قابلیت فعال کردن به تعویق انداختن برای ایمیل ها، قابلیت جستجو در اینباکس و ... اشاره نمود.

## پایان کار سرویس
سرانجام، در ۱۲ سپتامبر ۲۰۱۸ گوگل با انتشار مطلبی در وبلاگ رسمی خود، پایان کار این سرویس را در ۶ ماه آتی (یعنی مارس ۲۰۱۹) اعلام کرد.